# Парламентские выборы в Греции (май 2023)
Досрочные парламентские выборы в Греции прошли 21 мая 2023 года. Явка избирателей составила 60,94 %. 
Выборы проводились по простой пропорциональной избирательной системе, принятой в 2016 году.

## Результаты
Правоцентристская «Новая демократия» премьер-министра Кириакоса Мицотакиса убедительно победила своих основных соперников на парламентских выборах, увеличила свою долю голосов, получила 40,79 % голосов, то есть 146 мандатов, но не набрала абсолютного большинства в 300-местном парламенте Греции. Партия Алексиса Ципраса «СИРИЗА» набрала 20,07 %. Социалистическая партия «ПАСОК — Движение перемен» стала третьей по величине, получив 11,46 % и 41 место в парламенте. Коммунистическая партия Греции получила 7,23 % голосов и 26 мандатов, а «Греческое решение» — 4,45 % голосов и 16 мандатов. В общей сложности пять партий преодолели 3%-ный барьер.
24 мая на встрече с президентом Катериной Сакелларопулу лидеры трёх ведущих партий отказались от официального мандата на попытку сформировать коалиционное правительство, настаивая на повторном голосовании 25 июня. Повторные выборы будут проводиться по усиленно-пропорциональной избирательной системе, принятой в 2020 году.